# Sacrifice (For Love)
| Críticas profissionais | Críticas profissionais |
| Avaliações da crítica  | Avaliações da crítica  |
| Fonte                  | Avaliação              |
| ---------------------- | ---------------------- |
| All Music              | [ 2 ]                  |

Sacrifice (For Love) é o segundo lançamento solo do vocalista do Wipers, Greg Sage. Foi gravado e lançado em 1991. Contém uma capa de "For Your Love" dos Yardbirds.

## Lista de faixas
Todas as faixas foram escritas por Greg Sage exceto quando indicado em contrário.
1. "Stay by Me"
2. "Sacrifice (For Love)"
3. "Know by Now"
4. "Forever"
5. "The Same Game"
6. "No Turning Back"
7. "Ready or Not"
8. "For Your Love" (Graham Gouldman)
9. "This Planet Earth"
10. "Dreams"